# Port lotniczy Texel
Port lotniczy Texel (ICAO: EHTX) – międzynarodowy port lotniczy na wyspie Texel w Holandii. Lotnisko znajduje się w pobliżu miejscowości Zuid-Eierland, na wschód od De Koog.
Zostało otwarte 9 kwietnia 1937 roku. Początkowo było to zarówno lotnisko wojskowe jak i cywilne.